# Kurt Zeitzler
Kurt Zeitzler (Gossmar bei Luckau, Brandenburgo, 9 de junio de 1895 - Hohenaschau, Alta Baviera, 25 de septiembre de 1963) fue un militar alemán del Reichswehr y la Wehrmacht. Durante la Segunda Guerra Mundial fue jefe de Estado Mayor del Alto Mando del Ejército de 1942 a 1944.
Zeitzler sirvió casi exclusivamente como oficial de estado mayor y durante su vida militar se desempeñó sucesivamente como jefe de Estado Mayor de un cuerpo, ejército y grupo de ejércitos. En septiembre de 1942, Adolf Hitler lo eligió como jefe del Estado Mayor del Ejército, en sustitución de Franz Halder. A principios de 1943 fue una de las figuras clave en la decisión de lanzar la Operación Ciudadela, el último gran ataque alemán en el Frente Oriental, que terminó en derrota. Poco después perdió la fe en el juicio de Hitler y abandonó su puesto en julio de 1944 después de sufrir un ataque de nervios. Zeitzler era considerado un oficial de estado mayor enérgico y eficiente, destacado por su capacidad para gestionar el movimiento de grandes formaciones móviles.

## Biografía

### Primeros años y carrera militar
Nació en Gossmar bei Luckau, Brandenburgo, Zeitzler era hijo de un pastor protestante. Se unió al Reichswehr el 23 de marzo de 1914 y combatió en la Primera Guerra Mundial. Debido a su destacada actuación en la contienda, fue ascendido a oficial y se le situó como comandante de un batallón de infantería. Entre 1919 y 1937, sirvió en el ejército del Reichswehr como oficial del Estado Mayor. En 1937, se encontró trabajando como Jefe de Estado Mayor del Oberkommando des Heeres  o OKH (Alto Mando del Ejército).
En septiembre de 1939, durante la invasión germana de Polonia, fue nombrado Jefe de Estado Mayor para servir en el 14.º ejército del XXII Grupo de Ejércitos bajo el mando del General Siegmund List. En marzo de 1940 fue nombrado, de nuevo, Jefe de Estado Mayor del Panzergruppe A, prestando servicio junto al General von Kleist durante la invasión de Francia. Zeitzler, permaneció con von Kleist durante las campañas de 1941, las invasiones germanas de Yugoslavia, Grecia y de la Unión Soviética. El 18 de mayo de 1941 fue condecorado con la Cruz de Caballero para su Cruz de Hierro.
Durante el ejercicio como Jefe de Estado Mayor del Grupo de Ejércitos D, bajo el mando del General Gerd von Rundstedt, en Francia, en 1942, participó de forma activa y extraordinaria en el frente alemán, durante el intento de invasión de las fuerzas canadienses en Dieppe, el 19 de agosto de 1942. Tras esto, fue ascendido a Coronel General.

### Jefe de Estado Mayor del OKH
Tras una pequeña etapa como Jefe de Estado Mayor del Grupo de Ejércitos D, bajo el mando del General von Rundstedt, fue ascendido a General de Infantería, a la vez que el 24 de septiembre de 1942 fue nombrado Jefe del Estado Mayor General (Oberkommando des Heeres, OKH) para reemplazar al general Franz Halder. A Hitler, le causó muy buena impresión el trabajo meticuloso de Zeitzler, quien le presentaba informes muy profesionales y elaborados al detalle, junto con sus resúmenes. A pesar de que Zeitzler estaba lejos de encabezar la lista de postulantes al cargo de Mayor General, fue elegido. De hecho, era menos destacado que Halder, pero es probable que Hitler creyera que Zeitzler podría ser bastante más flexible y podría obtener de él más apoyo a sus decisiones para conducir la guerra, como Jefe del OKH, que su antecesor. También se le consideró un experto en logística militar, en cuanto al movimiento y aprovisionamiento de las tropas, debido a sus sólidas aptitudes de organización.
Zeitzler nunca fue considerado un comandante brillante, aunque su actuación al frente como mayor general fue bastante respetable. Sus decisiones e iniciativas fueron habitualmente frenadas por las frecuentes exigencias de Hitler, cada vez más injustificadas. Zeitzler defendió el aislamiento y retirada del 6.º Ejército del General Paulus, después de que hubiera intentado conquistar Stalingrado. Tras la contraofensiva rusa, tan pronto como vio lo que estaba sucediendo, Zeitzler solicitó con urgencia a Hitler la orden de retirada del 6.º ejército de Stalingrado hacia la Curva del Don, donde el frente que estaba descompuesto podría ser reestructurado. La más mínima insinuación provocaba una rabieta al Führer:

«¡No voy a abandonar el Volga! ¡No voy a retroceder!»
Hitler, "William L. Shirer, The Rise and Fall of the Third Reich"

El Führer ordenó personalmente al 6.º ejército a permanecer firme y resistir alrededor de Stalingrado: 

«Stalingrado simplemente debe ser ocupada. Tiene que serlo; es una posición clave. Obstruyendo el tráfico por el Volga, a esta altura, podemos causar a los rusos inmensos problemas»
Hitler, "Albert Speer, Inside the Third Reich"

Los compañeros de ejército animaban a Zeitzler a que diera la orden de retirada por sí mismo pero se negó a hacerlo, en obediencia a la autoridad de Hitler como Comandante en jefe. Después de que escuchara que Goering le había comentado a Hitler que la situación de las provisiones y de los pertrechos en Stalingrado “no era tan mala”, Zeitzler escribió en sus memorias:

«[...] sólo me queda asumir que no se están leyendo ninguno de mis informes o que no tienen credibilidad alguna»
Zeitzler, "Cita necesaria"

En un gesto de solidaridad con las tropas hambrientas de Stalingrado, Zeitzler, redujo su racionamiento al mismo nivel que ellos. Tras haber perdido 26 libras (aproximadamente 12 kg) en dos semanas, Hitler, tras consultarle sobre la alimentación a Martin Bormann, ordenó a Zeitlzter que dejara la dieta y que volviera a tener el racionamiento normal. Hitler, mientras tanto, se negaba incluso a considerar la idea de retirada del 6.º Ejército alemán, que finalmente fue aniquilado.
Tras la destrucción del 6.º ejército en Stalingrado la relación de Zeitzler con Hitler se volvió cada vez más tirante. Después de la cascada de derrotas de la Wehrmacht en Túnez, Kursk o Cherkasy, y también de una serie de violentas disputas con Hitler, el 1 de julio de 1944 abandonó de forma repentina el Berghof. Fue reemplazado por el general Heinz Guderian el 10 de julio del mismo año. Por su parte, Hitler nunca le volvió a dirigir la palabra e incluso una vez que dejó de prestar servicios al ejército en enero de 1945, le negó el derecho de llevar el uniforme.

### Últimos años
Tras el final de la Segunda Guerra Mundial permaneció en un campo de prisioneros en Inglaterra hasta finales de febrero de 1947. Kurt Zeitzler murió el 25 de septiembre de 1963 en Chiemgau, Alta Baviera.